# Estádio Major Antônio Couto Pereira
Das Estádio Major Antônio Couto Pereira – in der Regel nur kurz Couto Pereira genannt, und bis 1977 als Estádio Belfort Duarte bekannt – ist ein Fußballstadion in Curitiba, der Hauptstadt des südbrasilianischen Bundesstaates Paraná. Das 1932 eingeweihte Stadion bietet Platz für 40.130 Zuschauer, womit es das größte des Staates ist, und gehört dem Coritiba FC, einem der drei bedeutenden Fußballvereine der Stadt.

## Geschichte

Tribüne des Estádio Couto Pereira

Das Couto Pereira in wurde in den Jahren 1927 bis 1932 erbaut und am 20. November des letzten Jahres eröffnet. Zum ersten Spiel im neuen Stadion trafen sich der zukünftige Nutzer, der Verein Coritiba FC, und America FC aus Rio de Janeiro zu einem Freundschaftsspiel, das mit 4:2 für Coritiba FC endete. Seit diesem Tag wird das Couto Pereira von Coritiba FC als Austragungsort für Heimspiele genutzt. Der Verein wurde 1985 brasilianischer Fußballmeister und gewann zudem über dreißig Mal die Staatsmeisterschaft von Paraná, wo die Hauptrivalen Gegner die Athletico Paranaense und Paraná Clube, beide ebenfalls aus Curitiba, sind.
Das Stadion bietet dieser Tage Platz für 34.872 Zuschauer. Vor diversen Modernisierungen war das Fassungsvermögen des Stadions wesentlich größer. Die Rekordkulisse bei einem Fußballspiel wurde erreicht, als am 15. Mai 1983 Flamengo Rio de Janeiro aus Rio de Janeiro 65.943 Zuschauer bei einem Spiel von Athletico Paranaense anzog. Eine Messe von Papst Johannes Paul II.  am 5. August 1980 lockte sogar rund 70.000 Menschen in das nach Major Antônio Couto Pereira, der von 1926 bis 1933 mit Unterbrechungen Präsident von Curitiba FC war, benannte Stadion. Ursprünglich trug es den Namen von Belfort Duarte (1883–1918), einem der großen brasilianischen Fußballpioniere. Im Jahre 1977 wurde es nach Couto Pereira, auf dessen Initiative der Stadionbau zurückging, umbenannt.